# بيت حنيش (أرحب)

تعديل مصدري - تعديل

بيت حنيش هي إحدى قرى عزلة بني مرة بمديرية أرحب التابعة لمحافظة صنعاء، بلغ تعداد سكانها 90 نسمة حسب تعداد اليمن لعام 2004.